# 甲斐大井駅
甲斐大井駅（かいおおいえき）は、山梨県中巨摩郡大井村（その後、甲西町を経て現・南アルプス市）下宮地にあった山梨交通電車線の駅である。

## 概要
小笠原町から南下して、隣接した大井村（その後、共に現・南アルプス市）下宮地地区にあった駅で、1面1線の棒線駅であった。1930年（昭和5年）の開業時、貢川駅からここまでが開業区間であった。
当初駅名は国名がつかず単に「大井」であったが、国鉄との連帯運輸が始まったのを受けて1950年（昭和25年）に国名を冠した。大井村はかってあった中巨摩郡の村名で、下宮地・江原・鮎沢・古市場の各地区があり、同村内には「甲斐大井」と「古市場」の2駅があった。
武田信玄の母、大井夫人の出身地で、武田信玄が幼少時学問を学んだ古長禅寺の所在地であるなど、武田氏ゆかりの地でもある。

## 歴史
- 1930年（昭和5年）5月1日：大井駅として開業。
- 1950年（昭和25年）6月1日：国鉄との連帯運輸開始に伴い、甲斐大井駅に改称。当時、恵那駅が大井駅を名乗っていたため。
- 1962年（昭和37年）7月1日：路線廃止により廃駅。

## 廃線後の状況
専用軌道の跡地である「廃軌道」上に駅跡地がある。山梨県道42号韮崎南アルプス富士川線で小笠原地区から下宮地地区に入り、「下宮地」バス停付近から右折して御崎神社に向かう小道を進むと、直ぐに廃軌道との交差点に至るが、その手前左側に甲斐大井駅のホームがあった。同地からは廃軌道越し左前方に、下宮地区の共同墓地（安全堂）が見える。

## 隣の駅
山梨交通
電車線
小笠原下町駅 - 甲斐大井駅 - 古市場駅